# 電撃コミック ジャパン
『電撃コミック ジャパン』（でんげきコミック ジャパン）は、アスキー・メディアワークスから発行されていたデジタルコミック誌。2010年12月24日創刊。2013年2月号（2012年12月25日発売）にて終了となった。

## 概要
毎月25日発売の月刊誌であった。プレ創刊号（2010年10月15日発売）及び創刊号（2010年12月24日発売）など、全部のバックナンバーや最新号が無料で閲覧出来た。
媒体はPC、iPad、iPhone、アンドロイド携帯電話だった。
閲覧可能なデジタルショップは以下の通り。
- BOOK☆WALKER・ボイジャーストア・雑誌オンライン・アンドロイドマーケット・ニコニコ静画・GREE・app store・honto

## 連載作品一覧

### 連載中
※ 2013年2月号（最終号）掲載作品。作者名五十音順。
- 血潜り林檎と金魚鉢男（阿部洋一）
- 弓導士（あまのあめの）
- ヤミホタル（飯星シンヤ） - 最終号にて最終回[1]。
- 新米日記〜梅川和実の妊婦体験〜（梅川和実） - 最終号にて最終回[1]。
- Dear Emily...〜da capo〜（瑚澄遊智）- 隔号連載。
- いかさま博覧亭（小竹田貴弘） - 最終号にて最終回[1]。
- りゃんこきっちん（下元智絵） - 『サムライエース』（角川書店）に移籍[1]。
- あだるてぃ（菅原県）
- バーナード嬢曰く。（施川ユウキ）
- 蒼海訣戰 -世界編-（納都花丸） - 最終号にて最終回[1]。
- ツイテル彼女。（二区） - 『電撃D-MANGAオンライン』（アスキー・メディアワークス）に移籍[1]。
- 朗読少女 〜Book meets Girl〜 （監修：OTOBANK、原作：藤田かくじ、作画：888） - 『電撃G'sコミック』（アスキー・メディアワークス）に移籍[1]。
- 僕のまわりの宇宙人（村崎久都） - 隔号連載。最終号にて最終回[1]。
- フキゲンシンデレラ（村山渉） - 最終号にて最終回[1]。
- 卒業を目指すなら親切指導のさくらんぼ童貞塾（横浜めりぃ） - 『電撃D-MANGAオンライン』に移籍[1]。

### 連載終了
- 裁判長!桃太郎は「強盗致傷」です!（監修：小林剛、漫画：相川タク）
- HELP！（アキヤマ香） - 短期集中連載。
- 完全版 少女奇談まこら（原作：平野俊貴、植竹須美男、作画：阿部洋一） - 不定期連載。
- 三丁目の魔法使い（あゆ）
- THE3名様 新装開店編（石原まこちん）
- ハイスクールレイニー（岩村月子）
- ひとりじめ弟イズム（内村かなめ）
- 上京物語 そのころのちえさん（おがたちえ）
- めぐる88（岡本一広）
- おどろ町モノノケ録（押切蓮介）
- Fairy Jewel（垣野内成美）
- 戦国馬礼（センゴクバレー）（原案：ガッツまさ、漫画：黒背骨実角）
- 少年ロケット（佐治晴斗）
- ねこ総理（SANA）
- 書戦突破!（原作：金谷拓海、作画：篠月梟太郎）
- インソムニア（外薗昌也）
- ヒヤシンス-21世紀的台湾娘事情-（原作：平凡、作画：陳淑芬）
- 出版社すっとこ編集列伝（中邑みつのり）
- お祭り料理人 さいたま夢一（原作・レシピ監修：川中大海、作画：早野旬太郎）
- 連続テレビ小説 おひさま（原作：岡田惠和、作画：マッサ留美子）
- オオヤシマ〜遣独愚連艦隊航海記〜（松田未来）
- 渋谷ハチ公前 -another side-（原案：青木良、原作：藤沢とおる、作画：水元あきつぐ）
- ブルーベリー☆スター（水ようかん）
- ロッカク（見ル野栄司）
- 影踏み（結月さくら）

## 電撃ジャパンコミックス
電撃ジャパンコミックス（でんげきジャパンコミックス）は『電撃コミック ジャパン』掲載作品の単行本レーベルとして2011年9月15日に創刊された。従来の電撃コミックスよりも高い年齢層を対象とする青年向けコミックレーベルとして売り出されており『電撃コミック ジャパン』以外にアダルトゲーム雑誌『DENGEKI HIME』に掲載された漫画作品（別冊付録「HIMEコミ」掲載分含む）も本レーベルより刊行されている。『電撃コミック ジャパン』が終了した後もこのレーベルで販売されていたが、2014年に『DENGEKI HIME』が休刊したため、当レーベルも消滅した。
背表紙には、アルファベット表記はDENGEKI JAPAN COMICSの略であるDJCというロゴマークが入っている。サイズは電撃コミックスと同じB6判が基本形だが、一部にA5判のタイトルもある。価格は基本的に599円（消費税込）だが、フルカラーの作品などはこの基本価格よりも高額な価格設定が為されている。